# Rodier (mode)
Rodier est une marque française de vêtement prêt-à-porter pour femme et homme. Elle est, durant la première moitié du XXe siècle l'un des plus importants fournisseurs de tissus pour les maisons de couture.

## Historique

### Fournisseur de tissus
Au milieu du XIXe siècle, à Bohain-en-Vermandois en Picardie, Rodier est le nom d'une famille de tisserands avec à sa tête, Eugène Rodier.
Début XXe siècle, Jacques Rodier dirige l'entreprise familiale. Rodier se spécialise dans le jersey et collabore avec Coco Chanel. Le succès est immédiat et séduit les couturiers Christian Dior et Paul Poiret.

### Marque de prêt-à-porter
En 1950, Rodier est rachetée par La Lainière de Roubaix et lance des tricots. En 1956, elle devient l'une des premières marques de vêtements prêt-à-porter, élaborés avec de nouveaux textiles comme le Kasha et la Mahalyss.
Dans les années 1960, les boutiques Rodier proposent également de la maroquinerie et des accessoires.
En 2004, la marque est rachetée par la société Folia, spécialisée dans l'import-export de produits de maille, son président est Samy Marciano.
En 2011, la direction artistique de la marque est assurée par Émilie Luc-Duc, anciennement chez Dior enfant ou Anne Valérie Hash. Celle-ci conserve la maille au sein des collections, mais apporte aussi d'autres matières plus contemporaines. La marque est sous-titrée « maison de maille ».
En 2015, Samy Marciano cède les baux et les stocks de la griffe, et se reconvertit vers l'hôtellerie de luxe, dont l'hôtel Bachaumont à Paris.